# NGC 6030
NGC 6030 (другие обозначения — UGC 10139, MCG 3-41-44, ZWG 108.65, PGC 56750) — линзообразная галактика (S0) в созвездии Геркулес.
Этот объект входит в число перечисленных в оригинальной редакции «Нового общего каталога».